# Ranunculus silerifolius
Ranunculus silerifolius är en ranunkelväxtart som beskrevs av Hector Léveillé.
Ranunculus silerifolius ingår i släktet ranunkler och familjen ranunkelväxter.

## Underarter
Arten delas in i följande underarter:
- Ranunculus silerifolius dolicanthus
- Ranunculus silerifolius glaber
- Ranunculus silerifolius yaegatakensis

## Bildgalleri

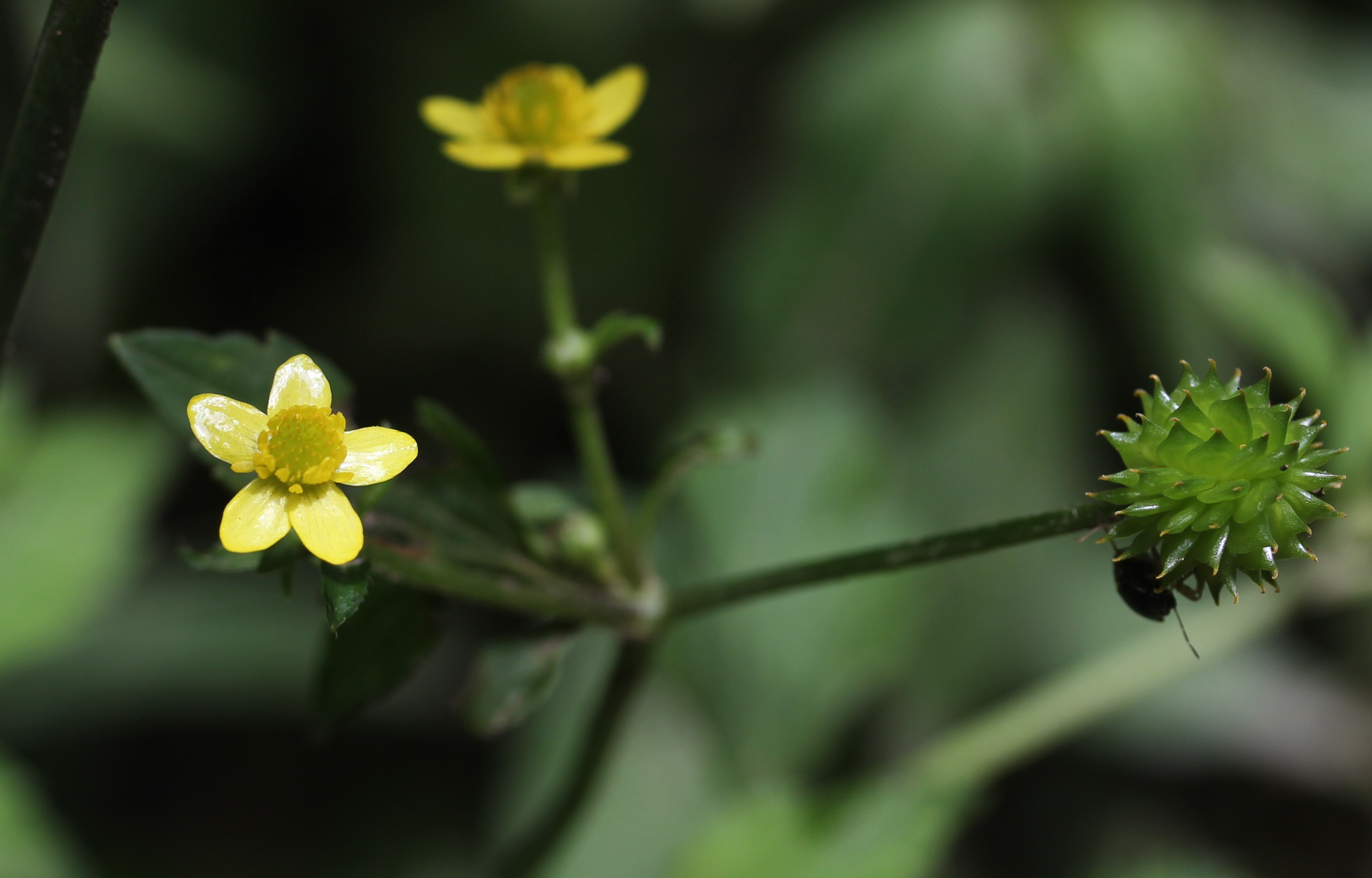